# Trstená
Trstená (Hongaars:Trsztena) is een Slowaakse gemeente in de regio Žilina, en maakt deel uit van het district Tvrdošín.
Trstená telt 7579 inwoners.